# 鳥取県民主医療機関連合会
鳥取県民主医療機関連合会（とっとりけんみんしゅいりょうきかんれんごうかい）は、鳥取県における全日本民主医療機関連合会(民医連)の地方組織。

## 概要
- 事務局は鳥取市末広温泉町571に置く(鳥取生協病院に隣接)。

## 加盟法人
(この節の出典)
- 鳥取医療生活協同組合 - 鳥取市末広温泉町203 レインボーセンター3階
  - 鳥取生協病院 - 鳥取市末広温泉町458番地
  - 鹿野温泉病院 - 鳥取市鹿野町今市242番地
- 米子医療生活協同組合 - 米子市博労町3-80-1
- 株式会社保健企画（薬局法人） - 鳥取市末広温泉町461番地
- 株式会社メディコープとっとり - 鳥取市末広温泉町203番地 レインボーセンター2階

## 奨学金制度（医学生対象）
- 医学生を対象に奨学金制度を設けている[2]。